# Plectris paraensis
Plectris paraensis är en skalbaggsart som beskrevs av Frey 1967. Plectris paraensis ingår i släktet Plectris och familjen Melolonthidae. Inga underarter finns listade i Catalogue of Life.